# ぼくは地球と歌う
『ぼくは地球と歌う』（ぼくはちきゅうとうたう）は、日渡早紀による日本の漫画。『別冊花とゆめ』（白泉社）にて、2015年5月号から連載開始。2018年7月号で同誌が休刊したのにともない、『MELODY』（同社刊）に移籍して、2018年10月号から連載再開。
前作『ボクを包む月の光』の最終話から4年たった時点から開始する。
『ぼくの地球を守って』からの続編でもあり、『ぼく地球（ぼくたま）』シリーズ第3章、『ぼく地球』次世代編IIとも呼ばれる。

## あらすじ
『ボクを包む月の光』から4年が経ち、蓮とカチコは、身体も心も成長していた。蓮は幼なじみのカチコとは何でも判りあっていると思っていたが、次第にすれ違いが多くなり、カチコと自分の「好き」に違いがあることに気付いた。
いつものように月基地の前世を持つ男たちが会合を行っていると、そこへ輪の姿をしたヘンルーカが現れ、ESPを食べる、一番の狙いが蓮の母である小林亜梨子であることを告げ、騒ぎを起こす。

## 主な登場人物
小林蓮（こばやし れん）
主人公。小学6年生男子。
“守護天使”を見ることはできなくなったが、超能力は強くなっている。前作『ボクを包む月の光』では「好き」止まりだった幼馴染の日路子を異性として意識し始めている。
薬師丸日路子（やくしまる かちこ）
小学6年生女子。超能力者であるが、蓮と違って純粋に地球人であるため超能力の在り方は異なり、蓮とは「同調」しない。
小林地球子（こばやし ちまこ）
前作『ボクを包む月の光』で産まれた蓮の妹。
ヘンルーカ (ヘンルーカ=ホリー=アース)
東京タワーで蓮が出会った謎の少女。EPIAで生まれ育った(本人曰く大母星出身らしい)。人間ではなく、自らをサージャリム一族の末裔と名乗る。
ロジオン (シン＝ラキ＝セイ=ラ=ロジオン)
蓮の前世の姿であり、木蓮の父親。キチェスであったがマージと結婚し、純潔と共にキチェを捨てた。蓮の中ではキサナドの管理者を務める。
マージ
木蓮の母でロジオンの妻。元キチェス。日路子の夢の中に現れて彼女から「自分の前世であるのか」と問われるも、なんと蓮の友人「カプつん」が転生先であると爆弾発言をして、彼女を混乱の渦に叩き込む。
アスワド
地球子の前世でありロジオンの世話役リム・リアン。そして紫苑の叔父でもある。
オイさん
富士山近郊の神社に住む猫又。ヘンルーカの言葉を代理したり蓮をヘンルーカの母の元へ連れて行ったりする。感情により体の大きさが変わる。

## 書誌情報
- 日渡早紀『ぼくは地球と歌う』白泉社〈花とゆめコミックス〉、既刊9巻（2024年7月5日現在）
  1. 2016年2月19日発売、ISBN 978-4-592-21481-6
    - 「ぼく地球」プレミアムファンブック付き特装版 ISBN 978-4-592-21803-6

  2. 2016年12月20日発売、ISBN 978-4-592-21482-3
    - 「ぼく地球」30周年 画集付き特装版 ISBN 978-4-592-10568-8

  3. 2017年9月20日発売、ISBN 978-4-592-21483-0
  4. 2018年7月20日発売、ISBN 978-4-592-21484-7
  5. 2019年8月5日発売、ISBN 978-4-592-21485-4
  6. 2020年9月4日発売、ISBN 978-4-592-21486-1
  7. 2021年10月5日発売、ISBN 978-4-592-21487-8
  8. 2023年2月3日発売、ISBN 978-4-592-21488-5
  9. 2024年7月5日発売、ISBN 978-4-592-21489-2